# Tevildo
Tevildo est le nom d'un personnage de l'œuvre de l'écrivain J. R. R. Tolkien, dans Le Livre des contes perdus. Il s'agit d'un récit différent de l'histoire de Beren et Lúthien présentée dans Le Silmarillion, qui fait intervenir des personnages supplémentaires.

« Maintenant Tevildo était un chat puissant — le plus puissant de tous — et possédé par un esprit maléfique, comme le disent certains, et il était constamment dans la suite de Melko […] Il était un chat […] noir comme le charbon et maléfique à voir. Ses yeux étaient longs et très étroits et bridés, et luisaient et de rouge et de vert, mais ses grandes moustaches grises étaient épaisses et acérées comme des aiguilles. Son ronronnement était comme un roulement de tambours et son grognement comme le tonnerre, et quand il hurlait de colère il glaçait le sang. »

## L'histoire selon les Contes perdus
Tevildo apparaît dans l'histoire de Beren et Lúthien, couple fameux engagé dans la quête d'un Silmaril incrusté dans la couronne de fer du Vala du mal : Melkor. Un humain, Beren, pour conquérir la main de la fille du roi elfe Thingol, qui n'est autre que Lúthien, a promis dans un élan de bravoure de revenir avec l'un de ces trois joyaux pour lesquels se battent les elfes depuis des siècles ; depuis que, conduits par Fëanor, ils ont quitté le royaume des dieux pour la Terre du Milieu.
Or Beren n'a pratiquement aucune chance de réussir sa quête seul. Il est vite capturé par les orcs de Melkor et une fois conduit devant celui-ci, il réussit à l'amadouer dans son orgueil. Melkor décide alors de l'envoyer comme chasseur aux chats (dirigés par Telvido) qui ne vont pas beaucoup l'apprécier notamment à cause de son odeur de chien.  Lúthien pressentant que son amour est en danger conçoit de la peine à le savoir prisonnier par amour pour elle. Elle quitte alors son royaume pour le délivrer et rencontre le chien géant, Huan, chef d'une meute en guerre contre les orcs et leurs alliés, les chats.
Après avoir appris que Beren était détenu chez les chats, les deux compagnons poursuivent leur route vers la demeure des chats, alors bien plus grands et puissants que nos chats domestiques. Lúthien planifie l'évasion avec Huan et ils se mettent en action ; Tevildo et deux de ses congénères, Oikreroi et Miaüle, accueillent Lúthien (qui réussira après à délivrer Beren) , venue seule leur annoncer qu'elle a vu leur ennemi juré, Huan, blessé dans un bois. Trop heureux de se débarrasser de lui, les chats donnent dans le piège et sont vaincus. Tevildo, acculé en haut d'un arbre dans l'allégorie d'une scène que nous connaissons bien, révèle sous la contrainte à Huan la formule magique à l'origine de la force des chats, œuvre de Melkor, et qui une fois prononcée par Huan fit régresser les pauvres félidés jusqu'à une taille négligeable. De cette époque date la supériorité physique des chiens sur les chats… mais ils grimpent toujours aux arbres.
Il est possible que Tevildo, lui, ait gardé son ancienne apparence et que seuls les chats de son armée aient régressé. En effet, si Tevildo est un Maiar, comme certains l'affirment (« esprit maléfique ayant pris les traits d’un chat »), il n'a besoin d'aucun sortilège pour son apparence.
À la suite de cet épisode abandonné par Tolkien, les trois compagnons continuèrent leur route jusqu'au palais de Melkor. Ils réussirent à l'endormir et à lui ravir un Silmaril grâce aux pouvoirs envoûtants de Lúthien, au son de sa flûte. Mais il fut arraché, avec la main de Beren, par le gardien du palais : le loup Carcharoth.

## Conception et évolution
Tevildo occupe le rôle qui sera plus tard dévolu à Sauron.